# Carola Schouten
Cornelia Johanna „Carola” Schouten (’s-Hertogenbosch, 1977. október 6. –) holland politikus, a Keresztény Unió tagja, 2022 és 2024 között Hollandia harmadik miniszterelnök-helyettese (ezt a pozíciót valójában már 2017 óta betöltötte), valamint szegénységpolitikáért, részvételért és nyugdíjakért felelős minisztere a negyedik Rutte-kormányban. Azelőtt mezőgazdaságért, természetért és élelmiszerminőségért felelős miniszterként dolgozott.

## Élete
’s-Hertogenboschban született, de Waardhuizenben nőtt fel, édesanyjával és két nővérével együtt négy évig vezette elhunyt apja tejtermelő gazdaságát, majd a család befejezte a mezőgazdasági tevékenységet, és a szomszédos faluba, Giessenbe költözött (Waardhuizen és Giessen jelenleg az új Altena településen található).
A sleeuwijki Altena College-ba járt, és üzleti adminisztrációt tanult a Rotterdami Erasmus Egyetemen, egy évet járt külföldre, a Tel Avivi Egyetemre. Schouten 2000 és 2006 között a Szociális és Foglalkoztatási Minisztériumban dolgozott. Ezt követően a Keresztény Unió parlamenti csoportjának tagja lett.
Schouten 2011-ben került a Képviselőházba, André Rouvoet miniszterelnök-helyettes lemondásával. A parlamentben képviselőcsoportjának pénzügypolitikai szóvivőjeként dolgozott.
Schouten és Gert-Jan Segers pártvezető részt vett a Mark Rutte miniszterelnök vezette harmadik kormány megalakítási tárgyalásain, amelybe miniszterelnök-helyettesként lépett be. 2019 őszétől a gazdálkodók tiltakozásával szembesült a kormány állatállomány-csökkentési intézkedései miatt. 2020-ban Schouten azt javasolta, hogy az EU kezdje meg az állatjóléti szabályozások kiigazítását, és korlátozza az élőállatok exportját. 2021-től ő vezette a káros ammóniaszennyezés csökkentését célzó jogszabályok parlamenti előterjesztését.

## Magánélete
A Holland Felszabadult Református Egyházak tagja. Egy fia van.

## Fordítás
- Ez a szócikk részben vagy egészben  a   Carola Schouten című angol Wikipédia-szócikk ezen változatának fordításán alapul.  Az eredeti cikk szerkesztőit annak laptörténete sorolja fel. Ez a jelzés csupán a megfogalmazás eredetét és a szerzői jogokat jelzi, nem szolgál a cikkben szereplő információk forrásmegjelöléseként.
- Ez a szócikk részben vagy egészben  a   Carola Schouten című holland Wikipédia-szócikk ezen változatának fordításán alapul.  Az eredeti cikk szerkesztőit annak laptörténete sorolja fel. Ez a jelzés csupán a megfogalmazás eredetét és a szerzői jogokat jelzi, nem szolgál a cikkben szereplő információk forrásmegjelöléseként.